# フレデリック・ショパン博物館
フレデリック・ショパン博物館（フレデリック・ショパンはくぶつかん、ポーランド語: Muzeum Fryderyka Chopina）は、ポーランドの首都ワルシャワにある博物館。同国の国民的作曲家であるフレデリック・ショパンに関する展示を行っている。1954年開館。2005年以降はフレデリック・ショパン研究所が施設の運営を行なっている。
ショパンの出生地であるジェラゾヴァ・ヴォラに分館を有する。

## 沿革
ショパンを記念する博物館の構想は1930年代には既に始まっていた。1935年、カロル・シマノフスキ、ユゼフ・ベックらに代表される世界的な政治文化の著名人が32名らによって構想が立ち上げられ、記念品の収集を始めている。またその際にショパンの親族から13の貴重な資料（手書きの楽譜や手紙など）を購入した。この中にはピアノ三重奏曲の原稿や友人に宛てた手紙、そして父や母に宛てた挨拶文などが含まれていた。
第二次世界大戦が終結した1945年にはショパン研究所が再開し、1953年にオストログスキ邸内へ移転した。この豪邸は現在もショパン博物館として利用されている。現在のはショパン直筆の楽譜や手紙が展示され、ショパンの楽曲によるコンクールなども開催されている。
2010年にはショパン生誕200周年を記念して大規模な改装が行われ、マルチメディア機器を活用した最新の博物館となった。

## ギャラリー

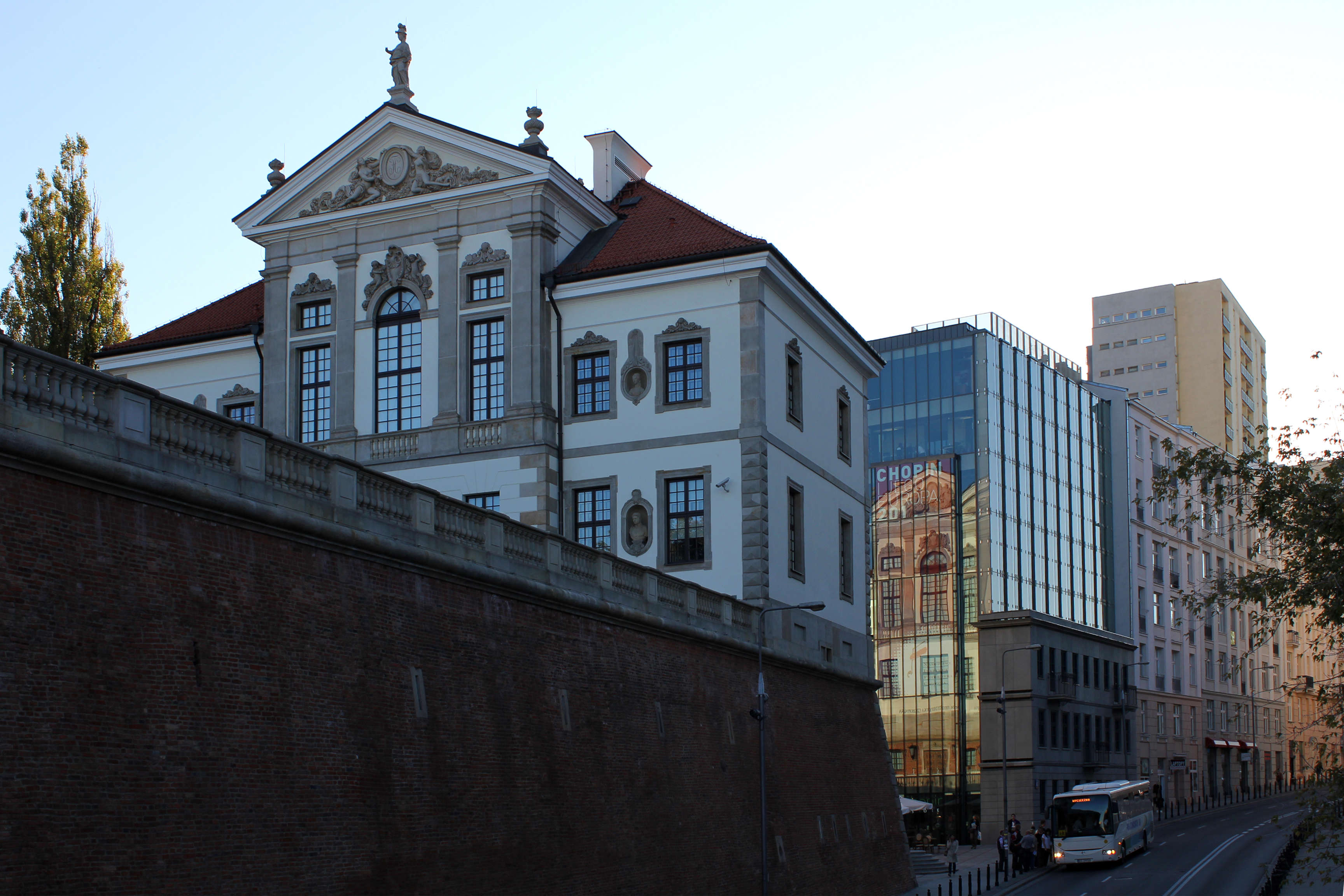
美術館の裏側とその映り込み
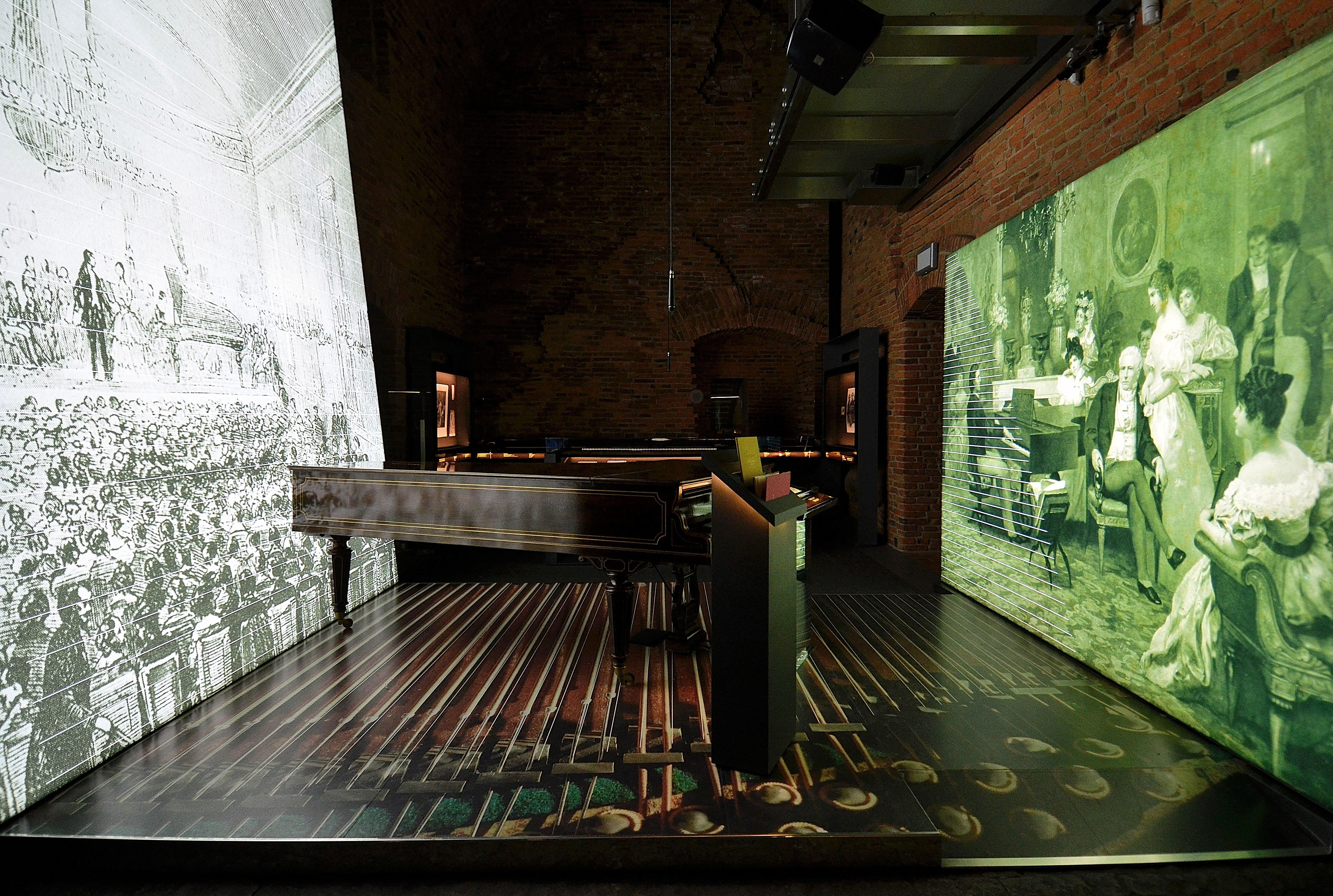
地下1階
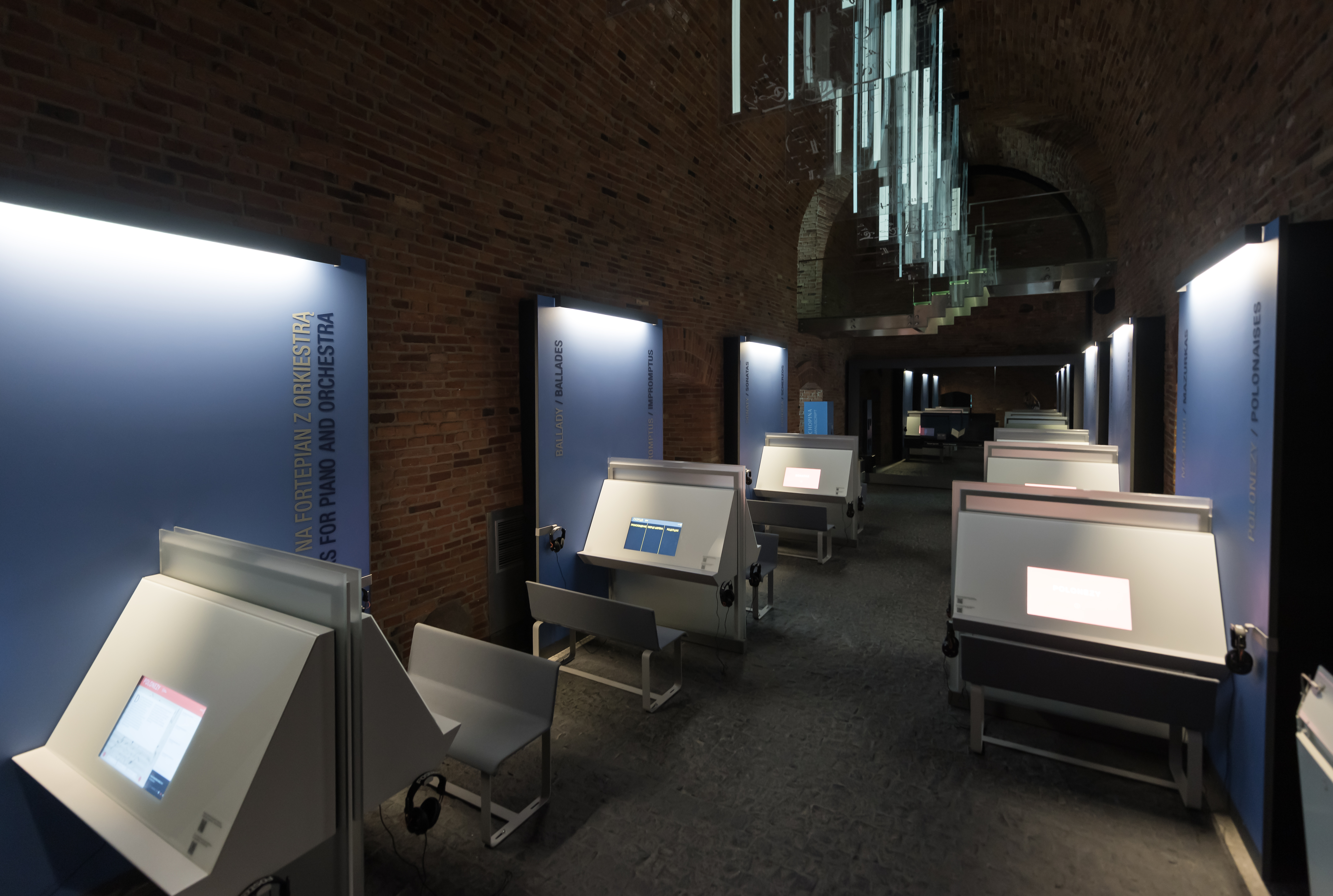
オーディオルーム
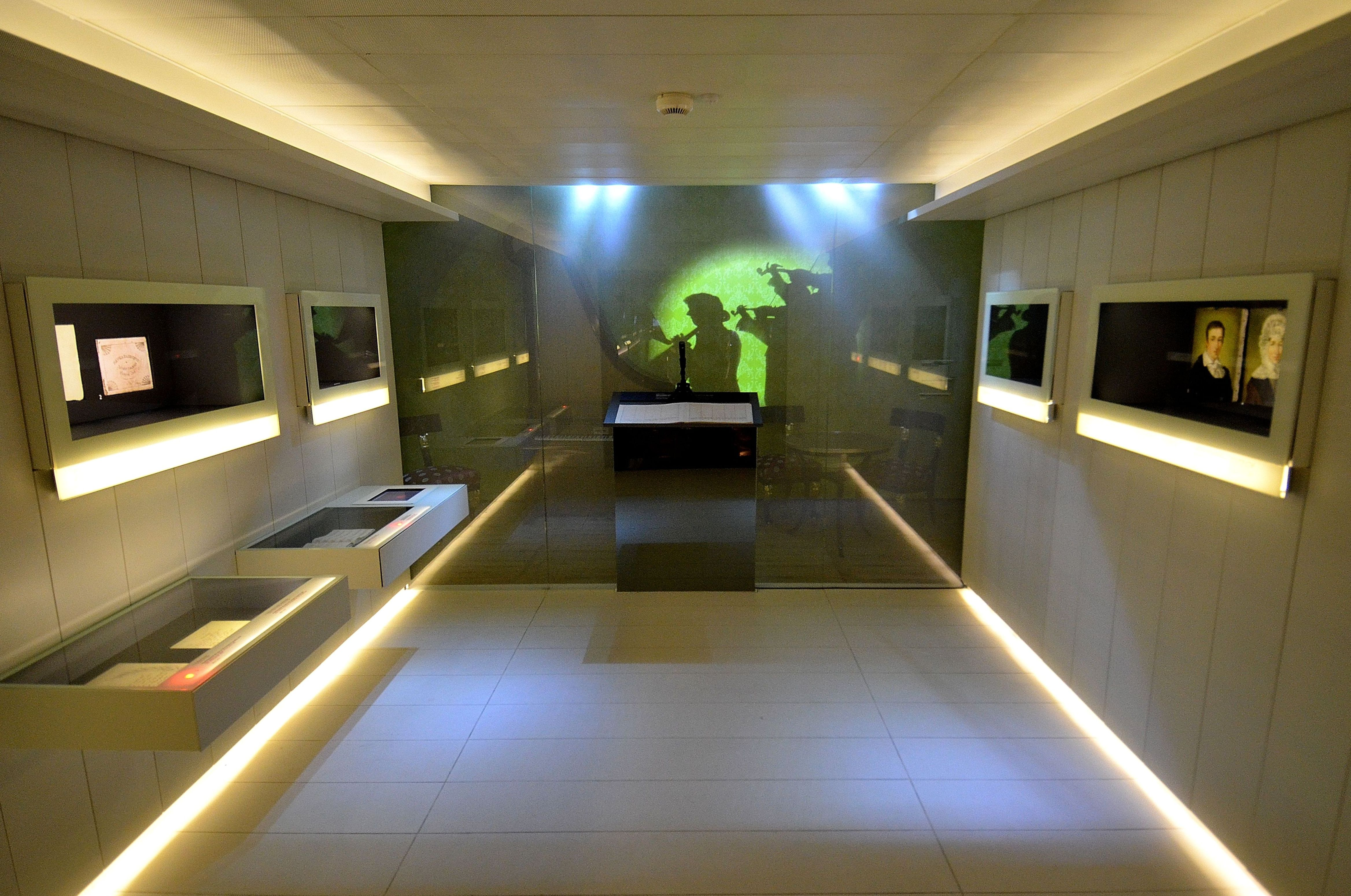
地上階
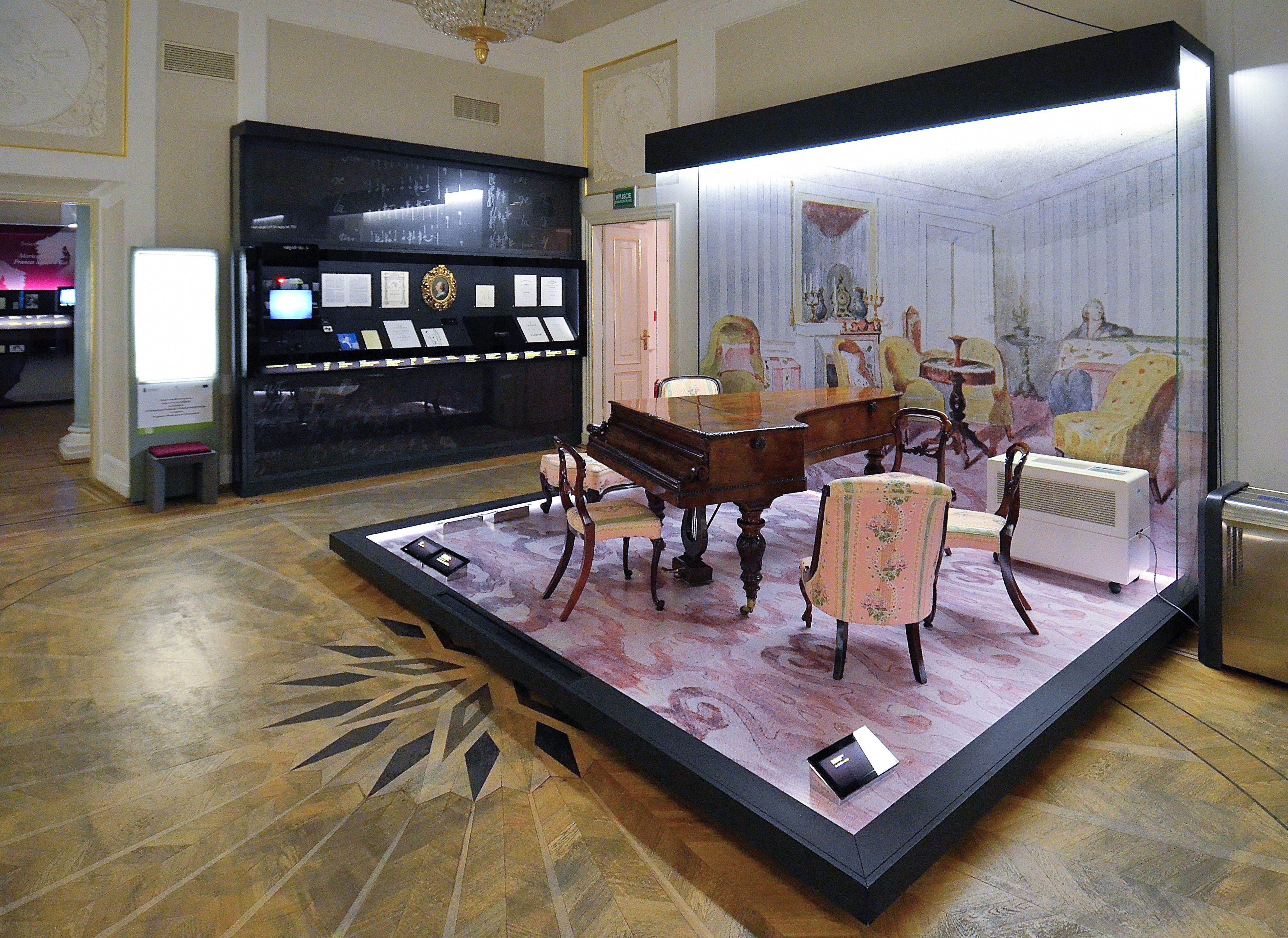
ショパン最後のピアノ
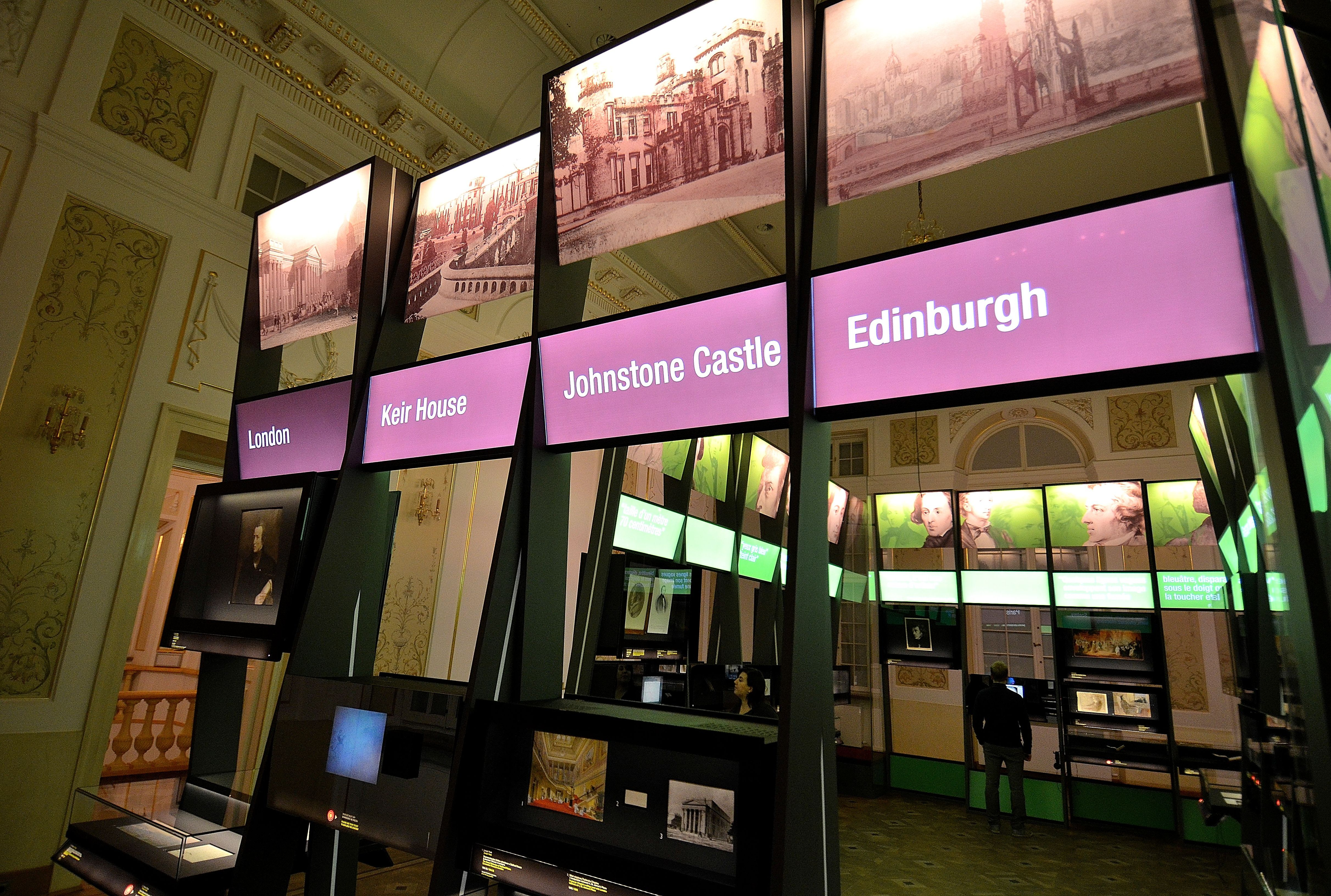
ショパンの旅の軌跡（3階）
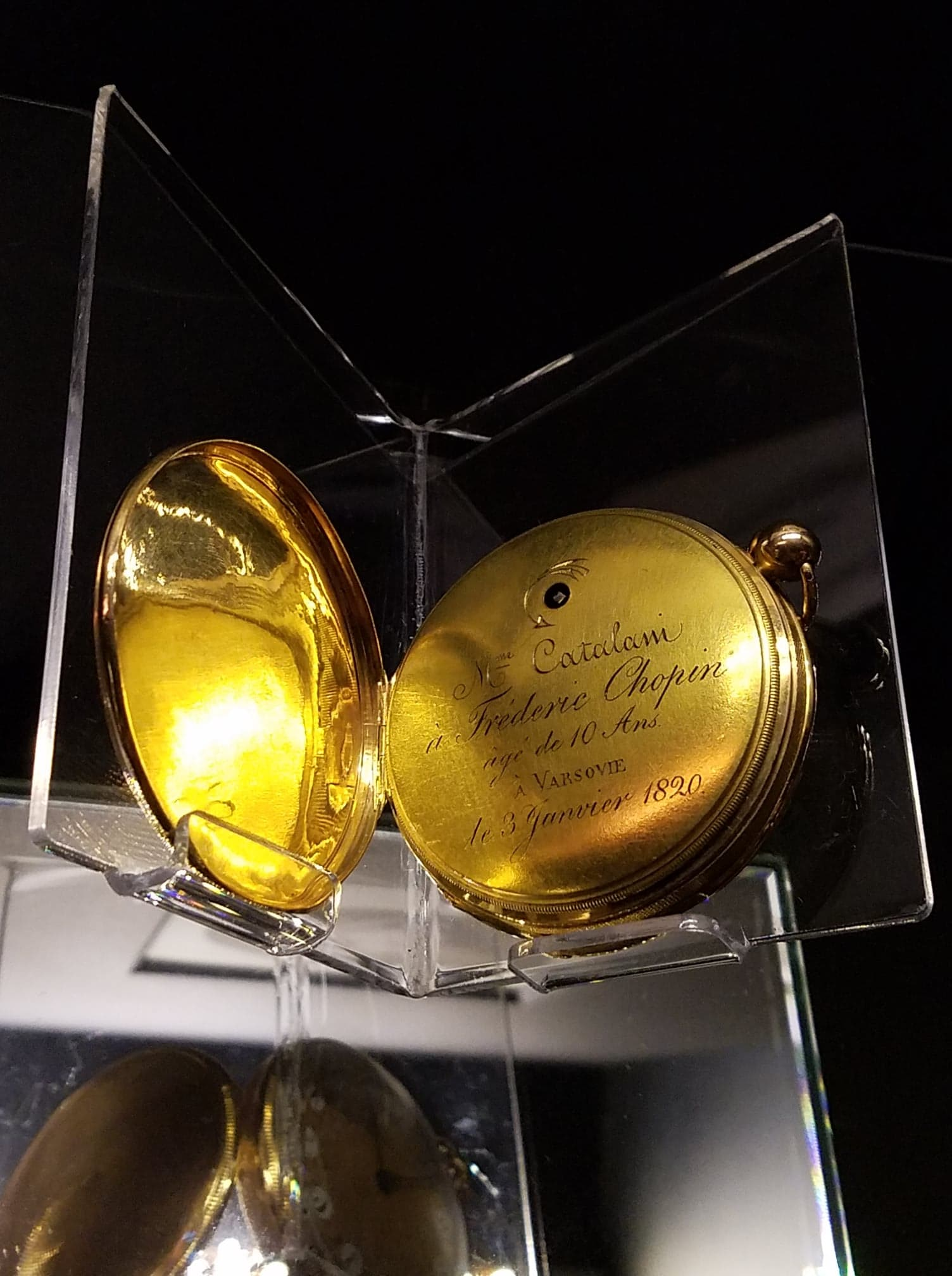
ショパンが10歳の時に贈られた懐中時計